# معلومات أمنية حساسة
المعلومات الأمنية الحساسة أو التي يشار إليها اختصارًا بالإنجليزية بـ SSI عبارة عن معلومات حساسة ولكنها غير سرية يتم الحصول عليها أو تطويرها في إطار القيام بالأنشطة الأمنية، والتي يمكن أن يمثل الكشف العام عنها تطفلاً غير مقبول على الخصوصية أو كشفًا للأسرار التجارية أو المعلومات المتمتعة بحق امتياز أو السرية، أو التي يمكن أن تكون ضارة لأمن النقل. وهي لا تعد شكلاً من أشكال التصنيف بموجب الأمر التنفيذي رقم 12958 المعدل. ولا تعد المعلومات الأمنية الحساسة معلومات أمنية قومية سرية من حيث تصنيفها على أنها معلومات سرية للغاية أو معلومات سرية أو معلومات خاصة. وتخضع حماية ومشاركة المعلومات الأمنية الحساسة للقسم التاسع والأربعين من قانون اللوائح الفيدرالية (CFR) الجزأين 15 و1520. وهذا التحديد معين للمعلومات من أجل الحد من الكشف عن المعلومات إلا لأولئك الذين «يجب إطلاعهم» عليها، من أجل المشاركة في حماية نظام النقل في الدولة أو الإشراف عليه. وتشتمل قائمة أولئك الذين يجب إطلاعهم على تلك المعلومات على الأشخاص الموجودين خارج إطار إدارة حماية وسائل المواصلات، مثل مشغلي المطارات ومشغلي الطائرات وشركات النقل عبر السكك الحديدية وشركات نقل وتلقي المواد الخطرة عبر السكك الحديدية، وملاك ومشغلي السفن والموانئ البحرية وملاك السفن الأجنبية وغير ذلك من الأشخاص.
ولا يمكن مشاركة المعلومات التي يتم تعيينها على أنها معلومات أمنية حساسة مع العامة، وتكون معفاة من الكشف بموجب قانون حرية المعلومات (FOIA).

## الخلفية: التاريخ التشريعي والتنظيمي
بعد أحداث 11 سبتمبر 2001، 2001 الإرهابية التي ضربت الولايات المتحدة، قام الكونغرس بتمرير قانون حماية الطيران والنقل (المنشور رقم 107-71) والمعروف اختصارًا بالاسم ATSA، والذي أدى إلى إنشاء إدارة أمن وسائل المواصلات (TSA) التابعة لوزارة النقل. كما نقل القانون كذلك مسئولية أمن الطيران المدني من هيئة الطيران الفيدرالية (FAA) إلى إدارة أمن وسائل المواصلات. وفي الثاني والعشرين من فبراير عام 2002، قامت هيئة الطيران الفيدرالية وإدارة أمن وسائل المواصلات بنشر قاعدة نهائية مشتركة لنقل مجموعة قواعد أمن الطيران التابعة لهيئة الطيران الفيدرالية، بما في ذلك لوائح المعلومات الأمنية الحساسة الخاصة بهيئة الطيران الفيدرالية إلى إدارة أمن وسائل المواصلات حسب القانون 49 CFR الجزء 1520. كما حددت تلك القاعدة كذلك بمزيد من التفاصيل المعلومات التي يتم تصنيفها على أنها معلومات أمنية حساسة وتقييمات نقاط الضعف المحمية لكل أنواع وسائل النقل. وقد أدى قانون الأمن القومي لعام 2002 (المنشور رقم 107-296) إلى تأسيس وزارة الأمن الداخلي للولايات المتحدة (DHS) ونقل إدارة أمن وسائل المواصلات من وزارة النقل إلى وزارة الأمن الوطني. كما أدى القانون كذلك إلى تعديل الفقرة 49 من قانون U.S.C. الجزء §40119 لإعادة سلطة المعلومات الأمنية الحساسة لوزارة النقل، مع إضافة القسم الفرعي (s) إلى الفقرة 49 من قانون U.S.C. الجزء 114، والذي يعيد التأكيد على سلطة إدارة أمن وسائل المواصلات بموجب وزارة الأمن الوطني في توضيح اللوائح المتعلقة بالمعلومات الأمنية الحساسة. وقد قامت إدارة أمن وسائل المواصلات ووزارة النقل بتوسيع نطاق لوائح المعلومات الأمنية الحساسة، بحيث تشتمل على إجراءات أمنية بحرية يتم تنفيذها من خلال لوائح حرس السواحل الأمريكي وتوضيح بنود المعلومات الأمنية الحساسة التي كانت موجودة من قبل في قاعدة مؤقتة نهائية (IFR) تم إصدارها في الثامن عشر من مايو، 2004. وتظهر لوائح المعلومات الأمنية الحساسة الخاصة بوزارة النقل في القانون رقم 49 في الجزء 15، في حين أن لوائح المعلومات الأمنية الحساسة الخاصة بإدارة أمن وسائل المواصلات تبقى في القانون 49 CFR الجزء 1520.
وقد فرض قانون REAL ID لعام 2005 (المنشور رقم 109–13) على وزارة الأمن الوطني وضع المعايير الخاصة بتراخيص السائقين التي يمكن أن تقبلها الوكالات الفيدرالية لأغراض التعريف الرسمية، بما في ذلك «الركوب على متن الطائرات التجارية الخاضعة للوائح الفيدرالية». وقد تم نشر البند 6 CFR الجزء 37 في التاسع والعشرين من يناير عام 2008، وهو يتطلب خطة أمنية وتقييمات نقاط الضعف ذات الصلة والتي يتم تصنيفها على أنها معلومات أمنية حساسة وتخضع لإدارة القانون 49 CFR الجزء 1520.
وقد فرض قانون تخصيصات الأمن الوطني لعام 2006 (المنشور رقم 109-90، والذي يحمل الرمز U.S.C. 6 الجزء 114) على وزارة الأمن الوطني توفير سياسات شاملة في الوزارة لتعيين وحماية وتسويق المستندات التي يتم تصنيفها على أنها معلومات أمنية حساسة، بالإضافة إلى إصدار إجراءات المراجعة والمحاسبة. كما فرض القانون كذلك على وزارة الأمن الوطني إصدار تقارير إلى الكونغرس بعدد منسقي المعلومات الأمنية الحساسة الموجودين في وزارة الأمن الوطني، مع توفير قائمة بالوثائق المحددة على أنها معلومات أمنية حساسة برمتها. كما فرض كذلك على وزارة الأمن الوطني توفير إرشادات تشتمل على أمثلة مكثفة للمعلومات الأمنية الحساسة من أجل تعريف الفئات الفردية التي تظهر في القانون 49 CFR القسم 1520.5(b) من (1) حتى (16). وقد وجه القرار بأن هذه التوجيهات تقوم بدور الأساس الرئيسي والسلطة الرئيسية لحماية ومشاركة وتسويق المعلومات المصنفة على أنها معلومات أمنية حساسة.
وقد فرض قانون تخصيصات الأمن الوطني لعام 2007 (المنشور رقم 109-295) على وزارة الأمن الوطني مراجعة توجيهاتها المتعلقة بالمعلومات الأمنية الحساسة، كما فرض إجراء مراجعة في وقتها لطلبات المعلومات الأمنية الحساسة. كما احتوى هذا القانون كذلك على متطلبات التقارير وفرض الوصول الموسع إلى المعلومات الأمنية الحساسة أثناء التقاضي وضرورة إصدار كل المعلومات الأمنية الحساسة التي يزيد عمرها عن ثلاث سنوات، والتي لا تكون موجودة في إطار فئات المعلومات الأمنية الحساسة الحالية، بموجب طلب بذلك، إلا إذا أصدر وزير الأمن الوطني [أو من ينوب عنه] قرارًا مكتوبًا بأنه يجب أن تبقى تلك المعلومات في إطار المعلومات الأمنية الحساسة.
وتضيف القاعدة النهائية لأمن النقل عبر السكك الحديدية، والتي تم نشرها في السجل الفيدرالي في السادس والعشرين من نوفمبر، عام 2008، شروطًا تتعلق بالسكك الحديدية والأشخاص الخاضعين للتغطية إلى الجزء 1520، بما في ذلك شركات النقل عبر السكك الحديدية ومنشآت السكك الحديدية وشركات شحن وتلقي المواد الخطرة عبر السكك الحديدية، وأنظمة النقل عبر السكك الحديدية المفصلة في جزء جديد هو الجزء 1580. ورغم أن تقييمات نقاط ضعف السكك الحديدية ومعلومات التهديدات كانت عبارة عن معلومات أمنية حساسة بالفعل بموجب الجزء 1520، فإن هذه القاعدة النهائية الخاصة بالسكك الحديدية تحدد أن المعلومات المتعلقة بالتحقيقات وعمليات الفحص الأمنية الخاصة بالسكك الحديدية والإجراءات الأمنية التابعة لها ومواد التدريب الأمني وأصول وأبحاث وتطويرات البنية التحتية الضرورية للسكك الحديدية كلها تأتي ضمن إطار المعلومات الأمنية الحساسة.

## الفئات
كما يظهر في القانون 49 CFR الجزء 1520.5(b)، هناك 16 فئة للمعلومات الأمنية الحساسة التي تندرج تحت ثلاثة أنواع. وأربع من تلك الفئات تحمل الوصف «فئوية»، ويتم تعيينها بشكل تلقائي على أنها معلومات أمنية حساسة. وتتطلب إحدى عشر فئة من تلك الفئات اتخاذ قرار أو إجراء تحليل من أجل التعيين كمعلومات أمنية حساسة، في حين أن هناك فئة واحدة فقط تحمل الوصف «غير ذلك»، ويتم تحديدها من خلال طلب مكتوب من مكتب معتمد.

## تحديد المعلومات الأمنية الحساسة
تشتمل المعلومات التي يتم تصنيفها على أنها معلومات أمنية حساسة على ما يلي، على سبيل المثال وليس الحصر:
- برامج الأمان وخطط الطوارئ فيما يتعلق ببرامج الأمان لمشغلي الطائرات أو مشغلي المطارات أو مشغلي القواعد الثابتة.
- خطط الطوارئ الأمنية فيما يتعلق بأي سفينة أو منشأة بحرية أو منطقة ميناء.
- خطط الأمن القومية أو أمن المناطق.
- خطط الاستجابة للحوادث الأمنية.
- التوجيهات الأمنية التي يتم إصدارها من خلال إدارة أمن وسائل المواصلات[1]
- تصميمات الأمان لتراخيص السائقين، وأوصاف السمات الأمنية والمفاتيح الخاصة للبيانات المشفرة التي يمكن قراءتها من خلال الماكينات والمضمنة بها.
- المعلومات المتعلقة بالأساليب المتقدمة للتصديق على تراخيص وبطاقات تعريف السائقين التي يتم إصدارها من قبل الولاية.
- خطط أمان بطاقات تعريف تراخيص السائقين الصادرة عن حكومة الولاية.
- أساليب الوصول إلى نقاط الضعف في الوثائق الآمنة التي يتم إصدارها من قبل الحكومة.

## الانتقاد والمديح الموجهين إلى سياسات المعلومات الأمنية الحساسة
في سبتمبر عام 2004، طلب عضوان من أعضاء لجنة الاعتمادات في مجلس النواب أن يقوم المراجعون بمراجعة كيفية استخدام وزارة الأمن الوطني لسلطتها لمنع وصول معلومات أمن النقل إلى العامة. والمشكلة أنه يجب أن تتم حماية المواد، إلا أنه يجب أن يتم إعلام العامة بالمعلومات التي تؤثر على سلامتهم وأمنهم.
ومن بين الأمثلة المتعلقة بهذا الشأن:
- قامت إدارة أمن وسائل المواصلات بكتابة الردود على الأسئلة التي تم تصنيفها على أنها معلومات أمنية حساسة، إلا أنها لم تتعامل مع نفس المعلومات على أنها حساسة منذ شهر مضى.
- قالت إدارة أمن وسائل المواصلات إن بعض المعلومات المحددة المتعلقة بالتفتيش الإلكتروني للبضائع التي يتم تفتيشها في المطارات كانت تعتبر معلومات أمنية حساسة، في حين تم الكشف عن هذه المعلومات للعامة.

وقد تم تقرير أن تطبيق إدارة أمن وسائل المواصلات للوائح المعلومات الأمنية الحساسة قد أدى إلى نشوء بعض النزاعات حول إجراءات الأمن في المطارات وإمكانية محاسبة الموظفين وتفتيش الركاب واتفاقيات السرية الخاصة بالمطارات. ويرى البعض أنه قد تم حجب ‘’قدر كبير’’ من المعلومات عن العامة فيما يتعلق ببعض هذه الظروف.
والرأي الناجم كان يقول إنه يجب حماية المعلومات الحساسة، إلا أنه يجب، في نفس الوقت، إبلاغ العامة بالمعلومات التي تؤثر على سلامتهم وأمنهم.
«ورغم أن الكشف عن بعض المعلومات الحساسة يمكن أن يعرض مواطني الدولة والبنى التحتية بها إلى الخطر، إلا أن الحكومة الفيدرالية يجب أن تراعي الاهتمام المشروع للعامة، بل وحقهم في معرفة، المعلومات المتعلقة بالتهديدات الموجهة ضد أنظمة النقل ونقاط الضعف المقترنة بها. وبالتالي، يجب ألا يتم قصر الوصول إلى تلك المعلومات إلا عندما يكون من الضروري توفير وسائل الحماية ضد أولئك الذين يمثلون تهديدات وقدرتهم على تطوير التقنيات اللازمة لتخريب التدابير الأمنية.» 
وفي الثلاثين من نوفمبر، 2007، وفي تقرير صادر إلى الكونغرس تحت عنوان عمليات إدارة أمن النقل لتصنيف المعلومات الأمنية الحساسة والكشف عنها، قال مكتب المحاسبة الحكومية (GAO):
«لقد تعاملت وزارة الأمن الوطني، بشكل رئيسي من خلال مكتب المعلومات الأمنية الحساسة بإدارة أمن وسائل المواصلات، مع كل الأوامر الرسمية التشريعية الصادرة عن قانون تخصيصات وزارة الأمن الوطني لعام 2007، وقد قامت بتنفيذ الإجراءات اللازمة للوفاء بكل التوصيات الواردة في تقرير يونيو عام 2005. وقد قامت وزارة الأمن الوطني بمراجعة توجيه الإدارة (MD) الصادر عنها للتعامل مع الحاجة إلى تحديث إرشادات المعلومات الأمنية الحساسة، وقد قامت إدارة أمن وسائل المواصلات بوضع معايير وأمثلة أكثر شمولية للمعلومات الأمنية الحساسة تفي بمتطلبات قانون مخصصات وزارة الأمن الوطني لعام 2007، وتوصياتنا في عام 2005 بأن تقوم إدارة أمن وسائل المواصلات بوضع الإرشادات والإجراءات اللازمة لاستخدام لوائح إدارة أمن وسائل المواصلات من أجل تقرير المعلومات التي يتم تصنيفها على أنها معلومات أمنية حساسة. وبالإضافة إلى ذلك، قامت إدارة أمن وسائل المواصلات بتوثيق المعايير والأمثلة في العديد من المنشورات لكي تستخدم كإرشاد لتحديد وتصنيف المعلومات على أنها معلومات أمنية حساسة. كما شاركت إدارة أمن وسائل المواصلات كذلك وثائقها الخاصة بالمعايير والأمثلة مع الوكالات الأخرى التابعة لوزارة الأمن الوطني.»
وفي شهادة في الكونغرس حول مشاركة المعلومات للأمن الوطني، والمعلومات غير المصنفة الخاضعة للسيطرة (CUI) جرت في الثامن والعشرين من يوليو 2008، ذهب مكتب المحاسبة الحكومية إلى ما هو أبعد من ذلك عندما قال:
«يمكن استخدام برنامج إدارة أمن وسائل المواصلات (TSA) المتعلق بإدارة المعلومات التي تصنفها الإدارة على أنها معلومات أمنية حساسة كنموذج لتوجيه تنفيذ الوكالات الأخرى للمعلومات غير المصنفة الخاضعة للسيطرة.»